# Дуглас, Рузвельт Бернард
Рузвельт («Рози») Бернард Дуглас (англ. Roosevelt ("Rosie") Bernard Douglas; 15 октября 1941, Портсмут, Британские Подветренные острова — 1 октября 2000, Портсмут, Доминика) — доминикский государственный деятель, премьер-министр Доминики (2000).

## Биография
Родился в семье богатого бизнесмена, кокосового фермера и консервативного политика, называвшего детей в честь мировых политиков (среди братьев Рузвельта Дугласа были Эйзенхауэр, Эттли и Аденауэр).
Получил образование в сфере сельского хозяйства в Онтариоском сельскохозяйственном колледже в Кингстоне (Онтарио, Канада). Столкнувшись с проволочками для получения канадской визы, позвонил лично премьер-министру страны Джону Дифенбейкеру. Затем изучал политологию в Университете Макгилла в Монреале.
Изначально в Канаде был членом Прогрессивно-консервативной партии и президентом своего Консервативного союза студентов, однако покинул его ряды, когда его глава Джо Кларк отказался выступить против проблемы расизма на национальном уровне. Дуглас познакомился с канадскими политическими лидерами, включая Пьера Трюдо и Рене Левека.
Его политические взгляды радикально изменились под впечатлением от бедности, царившей в индейских резервациях и чёрных сообществах. После лекции Мартина Лютера Кинга стал последователем его идей и борцом за права чернокожего населения. Учрежденный при участии Дугласа Монреальский конгресс чернокожих писателей приглашал таких деятелей, как Уолтер Родни, С. Л. Р. Джеймс, Анджела Дэвис и лидер «Чёрных пантер» Бобби Сил.
Во время обучения был одним из лидеров (наряду с будущим канадским сентором Энн Кулс и сыном гайанских политиков Джанет и Чедди Джаганов) студенческих беспорядков (Sir George Williams Computer Riot) в 1969 году — длиннейшей оккупации университета студентами в канадской истории, вызванной обвинениями в расизме а адрес профессорско-преподавательского состава. Хотя выступления носили мирный характер, однако закончились вторжением спецподразделений полиции (уже после заключения мирового соглашения между студентами и администрацией), что вызвало панику и пожар, приведшие к ущербу в размере 2,5 млн долларов США.
Дугласу было предъявлено обвинение в нанесении ущерб частной собственности, суд присяжных вынес ему обвинительный приговор. После отбытия 18 месяцев из двухлетнего тюремного заключения (1973—1974) был депортирован в наручниках и кандалах. В тюрьме подготовил обширный доклад о реформе пенитенциарной системы в Канаде, организовал занятия по грамотности для заключенных и написал книгу «Цепи или перемены» (Chains or Change).
Вернувшись на Доминику уже сформированным приверженцем марксизма, Рузвельт Дуглас включился в борьбу за независимость от Великобритании. В процессе он контактировал с Социалистическим интернационалом и такими странами, как Куба, СССР и КНР, что позволило отправить туда на учёбу несколько сотен доминикских студентов.
Вскоре после провозглашения независимости в 1978 г. стал сенатором. Был отправлен в отставку премьером Патриком Джоном после того, как предложил обратиться за помощью к Кубе после урагана 1979 г. Сформировал оппозиционный Комитет народной независимости, а его брат Майкл — Партию нового альянса (Доминикский демократический альянс), влившиеся в радикальный левый Альянс движения освобождения Доминики; в конечном итоге, оба брата оказались сначала в рядах Объединённой доминикской лейбористской партии, а затем — Доминикской лейбористской партии.
Как один из руководителей ассоциации дружбы Доминики и Китая в 1984 г. вместе с мэром Портсмута возглавил первую дипломатическую миссию Доминики в эту страну. Также установил хорошие личные отношения с ливийским лидером Каддафи, боролся против режима апартеида в Южной Африке и требовал освобождения Нельсона Манделы.
В 1985 г. был избран в парламент, однако в 1990 г. не смог переизбраться. Являлся секретарем по международным делам Демократической лейбористской партии. После смерти брата Майкла Дугласа в 1992 г. стал лидером Доминикской лейбористской партии. Был избран в парламент на дополнительных выборах и остался в его составе до конца жизни.
После формирования коалиционного правительства с консервативной партией «Свободная Доминика» был назначен на должность премьер-министра. После этого выдвинул амбициозный план по установлению особых отношений Доминики с Европейским союзом, учитывая расположение страны между французскими островами Гваделупа и Мартиника. Подписал с КНР меморандум о намерениях строительства международного аэропорта на сумму в 300 млн долларов США. Также выступил с обращением к афроамериканцам с просьбой инвестировать в Доминику и отдельно — к «Собранию чернокожих в Конгрессе» стать лоббистом Карибов в Вашингтоне так же, как и это делают американские евреи для Израиля.
Считался единственным лидером в Карибском регионе, который стремился к более тесным связям между карибскими, африканскими и афроамериканскими группами, чтобы противостоять глобальным политическим и экономическим вызовам.
Вскоре после назначения на пост главы правительства скоропостижно скончался.